# Église Saint-François-d'Assise de Vandœuvre-lès-Nancy
L'église Saint-François-d'Assise est une église de culte catholique construite à partir de 1958 à Vandœuvre-lès-Nancy, sous la direction de l'architecte Henri Prouvé. Elle est une des composantes du quartier de Brichambeau.

## Construction
La première pierre est posée en 1959 et l'ouvrage est achevé 20 mois plus tard en 1961.
D'une superficie de 1 000 m2, elle est entourée de 6 000 m2 de jardin. L'ensemble s'organise en deux espaces : un bâtiment ovoïde contenant l'église et une salle de cinéma, et un bâtiment oblong abritant des annexes.
L'église en totalité, y compris la chapelle et la salle de cinéma ainsi que le presbytère, est inscrite au titre des monuments historiques par arrêté du 21 septembre 2012.

## Description
L'édifice fut conçu, d'après les plans d'Henri Prouvé, avec comme programme la réalisation d'un centre paroissial plutôt que d'une église proprement dite. Le rez-de-chaussée bas est, en effet, consacré aux activités paroissiales culturelles tandis que le rez-de-chaussée haut est réservé aux espaces à vocation liturgique.
Le bâtiment se distingue par sa forme circulaire singulière et son échelle monumentale. Cette construction en béton armé et en métal, de plan centré, répond aux théories rationalistes structurelles du mouvement moderne de l'après-guerre, tempérées par le goût du détail et la mise en œuvre très soignée de Prouvé, jouant sur la puissance expressive des formes et le contraste entre les larges surfaces aveugles et la lumière magnifiée par les vitraux.
Les reliefs en béton visibles en façade sont l'œuvre de Françoise Malaprade, les vitraux de Jean-Marie Benoît et la fresque du chœur d'Antoine-René Giguet.

## Difficultés actuelles
À partir de 2007, compte tenu des frais d'entretien importants de ce bâtiment, il a été question de le revendre à une entreprise commerciale mais le dossier n'aboutit pas. En 2022 un projet d'hôtel est présenté par Sofitel.